# Eudes de Toulouse
Pour les articles homonymes, voir Eudes.
Eudes de Toulouse ou de Rouergue, mort après 918 est un grand seigneur du Midi du royaume de Francie occidentale. Il fut comte de Rouergue (872-918) et comte de Toulouse (886-918).

## Biographie
Eudes est le fils de Raimond, comte de Toulouse, de Rouergue, de Quercy, et il appartient donc aux premiers Raimondins. Les origines de sa mère, Berthe, restent mal connues. Eudes épouse Garsinde, décédée après août 887, fille du comte d'Albi Ermengaud. À la mort de ce dernier, après 864,, sans héritier mâle, Garsinde hérite du comté d'Albi et Eudes ou son fils Raymond cité en 886 en reçoit la direction effective. En revanche, Eudes n'hérite d'aucun des comtés de son père, mort en 863 : Toulouse, le Rouergue, le Quercy vont tous à son frère, Bernard. 
À partir de 870, Bernard est impliqué dans un conflit qui l'oppose au comte d'Auvergne, Bernard Plantevelue. Cette opposition prend d'ailleurs l'allure d'une vengeance familiale qui oppose les Raimondins aux Guilhelmides, car le grand-père du premier, Frédolon, avait obtenu le comté de Toulouse à la suite de l'exécution du frère du second, Guillaume de Septimanie, décapité en 850 sur ordre du roi de Francie occidentale, Charles le Chauve. Bernard bénéficie cependant de la protection royale, puisque Charles le Chauve lui accorde en 872 les comtés de Carcassonne et de Razès, enlevés au comte Olibia II. Mais il ne les conserve que peu de temps car il est assassiné la même année par un vassal de Bernard Plantevelue. Étant mort sans héritier, ses possessions sont partagées : Eudes reçoit le Rouergue, tandis qu'Olibia II recouvre les comtés de Carcassonne et de Razès, et que Bernard Plantevelue s'octroie Toulouse et le Rouergue. 
Eudes est cité avec son frère Arbert à une donation en 876 en présence de Frotaire archevêque de Bourges à l'abbaye de Beaulieu du lieu d'Orbessac. 
Ce n'est qu'à la mort de Bernard Plantevelue, en 886, qu'Eudes peut mettre la main sur le comté de Toulouse, achevant de recomposer le domaine de son père en éloignant le fils de Bernard, Guillaume le Pieux. Il laisse en revanche le comté d'Albi, qu'il confie à son fils Raimond. 
En 910, il souscrit la charte de fondation de Cluny. 
En 918, il abandonne probablement le gouvernement de ses différents comtés à ses deux fils : Raimond conserve les comtés d'Albi et de Toulouse, tandis qu'Ermengaud obtient les comtés de Rouergue et de Quercy. Il est probable qu'il soit mort peu de temps après, en 918 ou 919.

## Mariage et descendance
Eudes est le fils de Raymond Ier, comte de Rouergue et de Quercy (849-863), comte de Toulouse (852-863).
Il se marie vers 860 avec Garsinde d'Albi, héritière de l'Albigeois, dont il eut :
- Raymond II de Toulouse, comte de Toulouse 918-924 ;
- Ermengaud de Rouergue, comte de Rouergue 918-937.

Selon Sébastien Fray, deux filles sont possiblement issues du couple :
- Odda mariée à Frédelon, décédé après 915, fils de Fulcrade et ainsi petit-fils du comte Frédelon, Odda et son époux seraient alors cousins germains. Selon  Jérome Belmon[5], Frédelon serait à l'origine des sires d’Anduze ;
- Arsinde, qui en 905, donne avec ses fils à Saint-Julien de Brioude pour l’âme du clerc Ermengaud en 905.

### Autre descendance hypothétique
Garsinde, épouse de Guifred Borrell, comte de Barcelone
Le généalogiste Szabolcs de Vajay (de) a proposé, dans un article paru en 1980, de faire de la comtesse Garsinde, l'épouse du comte Guifred Borrell de Barcelone, une fille du comte Eudes de Toulouse et de son épouse Garsinde d'Albi. Il appuyait cette hypothèse sur des arguments onomastiques : d'abord, le prénom Garsinde, que l'épouse de Guifred Borrell partagerait alors avec sa prétendue mère, l'épouse d'Eudes ; ensuite, le nom de Richilde que le couple comtal a donné à leur fille et qui aurait été inconnu jusqu'alors dans la famille barcelonaise : Vajay supposait à ce nom une origine albigeoise, donc maternelle. La thèse de la provenance toulousaine de la comtesse Garsinde développée par Vajay a cependant été successivement rejetée par Martin Aurell et Christian Settipani, qui ont rappelé que le prénom Richilde avait été auparavant porté par l'une des sœurs de Guifred Borrell.